# Nothaphoebe siamensis
Nothaphoebe siamensis är en lagerväxtart som beskrevs av Kostermans. Nothaphoebe siamensis ingår i släktet Nothaphoebe och familjen lagerväxter. Inga underarter finns listade i Catalogue of Life.